# Lista de Instalações Militares Russas no Exterior

Brasão do Ministério da Defesa da Rússia.

Instalações Militares Russas no Exterior são várias formações e instalações das Forças Armadas e do FSB da Federação Russa localizadas fora do território da Rússia.
Em 2003, o Ministério da Defesa da Federação Russa começou a revisar as decisões anteriores sobre o destino dos contingentes militares russos no exterior. Tendo como pano de fundo a contínua redução e reforma das Forças Armadas Russas, os contingentes militares russos no exterior próximo são ligeiramente reduzidos, ao mesmo tempo em que são fortalecidos por nova aviação e outras formações e armas de alta tecnologia (artilharia de alta precisão, comunicações, inteligência e afins).

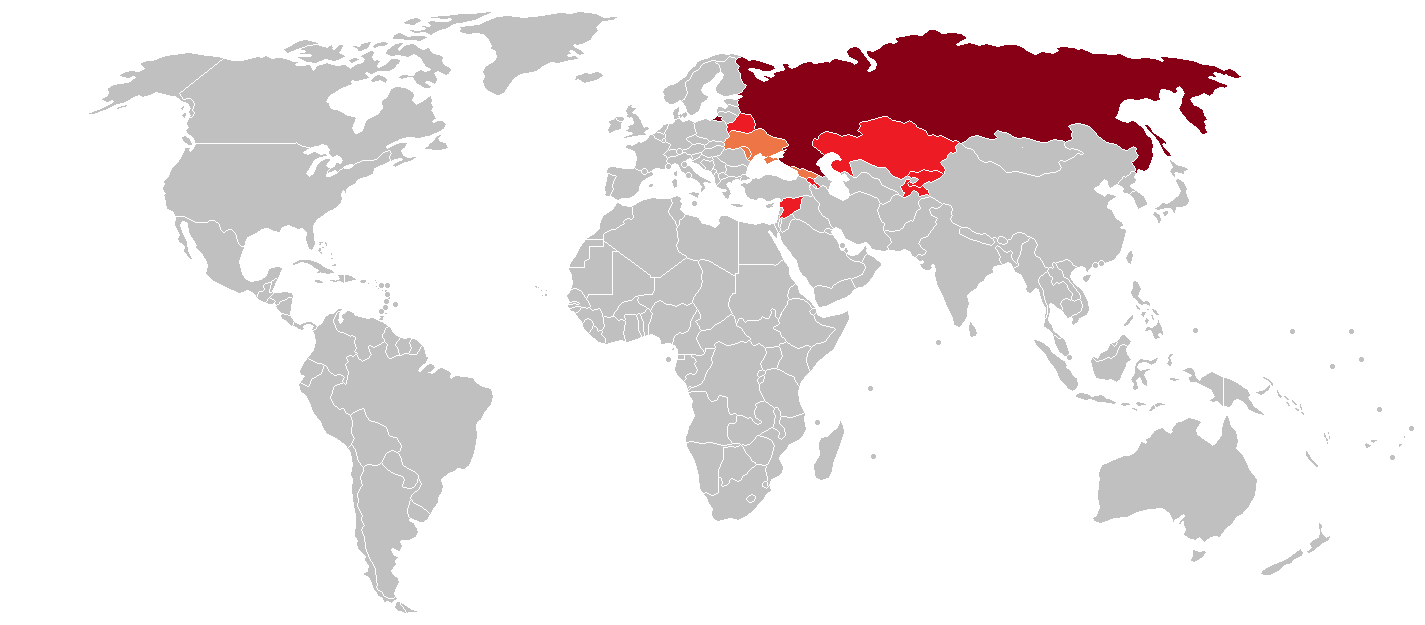
Bases militares russas no exterior a partir de 2023.

Abaixo estão os Estados onde os contingentes militares russos estão presentes de acordo com acordos intergovernamentais.

## Ativos

### Armênia
A 102ª Base Militar Russa em Gyumri e a 3624ª Base Aérea Russa no Aeroporto de Erebuni perto de Yerevan.

### Bielorrússia

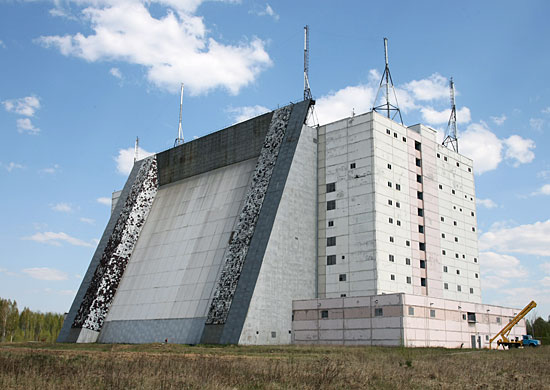
Estação de Radar "Volga".

A Estação de Radar de Baranavichi, o Centro de Comunicação Naval de Vileika e um Centro de Treinamento Conjunto da Força Aérea e Defesa Aérea em Baranovichi.

### Abecásia
Após a Guerra Russo-Georgiana em 2008, a Rússia manteve uma grande presença nos Estados parcialmente reconhecidos da Abecásia e da Ossétia do Sul. A 7ª Base Militar Russa está localizada na Abecásia e abriga aproximadamente 4.500 funcionários.

### Ossétia do Sul
Após a Guerra Russo-Georgiana em 2008, a Rússia manteve uma grande presença nos Estados parcialmente reconhecidos da Abecásia e da Ossétia do Sul. A 4ª Base Militar Russa está localizada na Ossétia do Sul e abriga aproximadamente 3.500 funcionários.

### Cazaquistão
O Campo de Testes de Mísseis Antibalísticos Sary Shagan. O Cosmódromo de Baikonur é alugado para a Rússia, mas agora está sob administração civil.

### Quirguistão

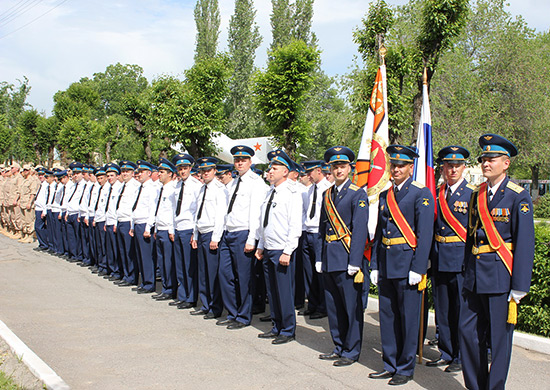
Formação de pessoal na Base Aérea de Kant

Base Aérea de Kant, o 338º centro de comunicação naval, o 954º campo de testes de torpedos e uma estação sismográfica.

### Transnístria
A Rússia mantém um Grupo Operacional de Forças na Transnístria para fins de manutenção da paz e para guardar um Depósito de Munições em Cobasna.

### Síria

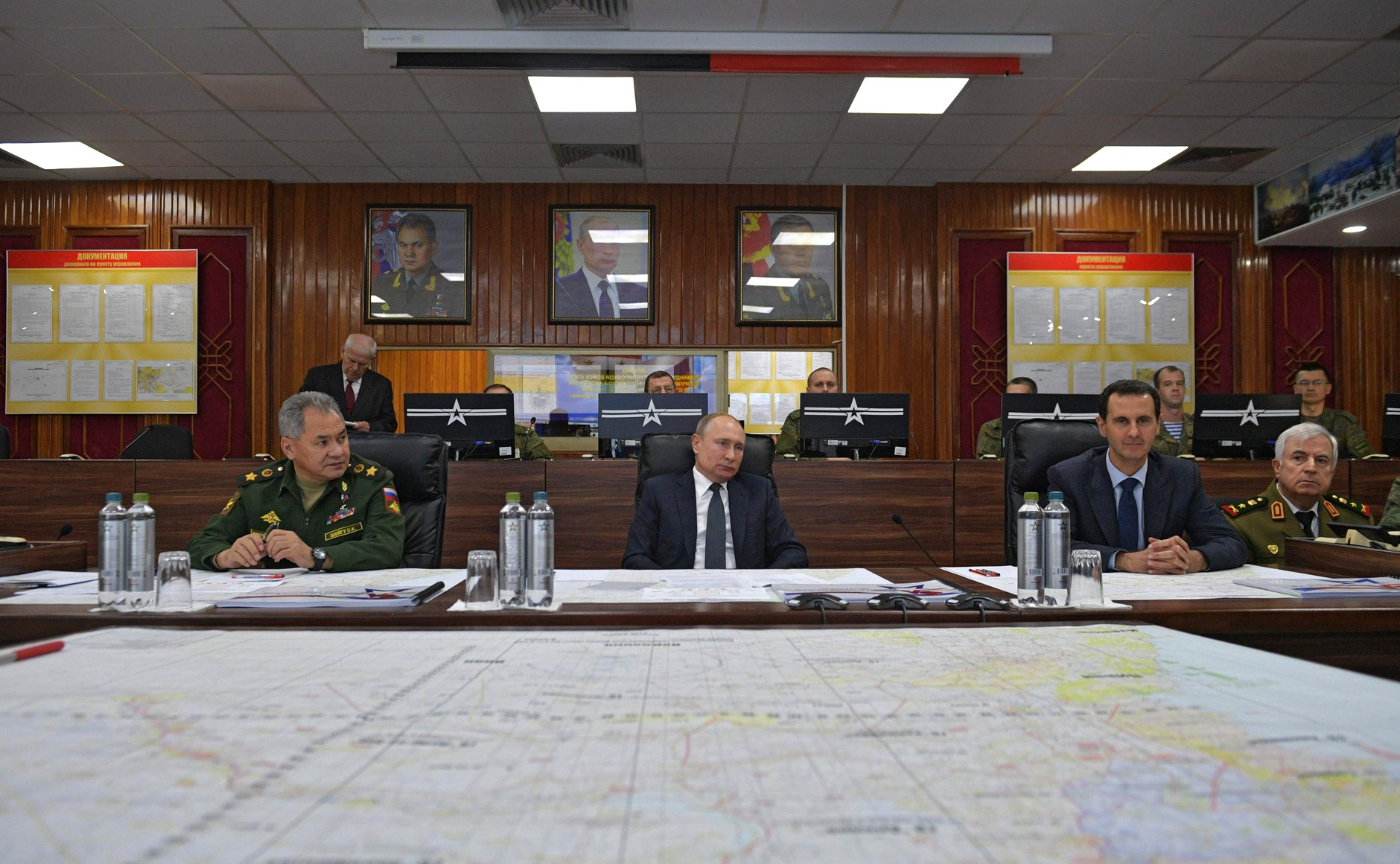
Vladimir Putin e Bashar al-Assad no Posto de Comando do Agrupamento das Forças Armadas Russas em Damasco (2020).

Instalação Naval russa em Tartus, Base Aérea de Khmeimim, Base Aérea Militar de Tiyas, Base Aérea de Shayrat.

### Tadjiquistão
201ª Base Militar russa, Estação de Vigilância Espacial Okno.

### Ucrânia
Base Naval de Sebastopol da Frota do Mar Negro, na Crimeia, alugada pela Rússia antes da adesão da Crimeia a Federação Russa em 2014. Em julho de 2015, o Primeiro-Ministro russo Dmitri Medvedev disse que a Crimeia havia sido totalmente integrada para a Rússia de modo que a base em Sebastopol não é mais classificada pela Rússia como ultramarina. Em 2016, havia pelo menos 18 instalações militares russas na Crimeia.

## Planejados

### República Centro-Africana
Confirmado estar construindo uma base militar russa.

### Egito
Confirmado estar construindo uma base militar russa.

### Eritreia
Centro de Logística confirmado pelo Ministro das Relações Exteriores da Rússia, Sergei Lavrov.

### Madagáscar
Confirmado estar construindo uma base militar russa.

### Moçambique
Confirmado estar construindo uma base militar russa.

### Sudão
Confirmada a construção de uma base naval russa ao longo da costa do Mar Vermelho.